# Aeaea dulcedo
Aeaea dulcedo är en fjärilsart som beskrevs av Hodges 1964. Aeaea dulcedo ingår i släktet Aeaea och familjen fransmalar. Inga underarter finns listade i Catalogue of Life.